# Cutremurul din Zagreb (2020)
La aproximativ ora 6:24 CET din dimineața zilei de 22 martie 2020, un cutremur de 5,4 grade a lovit Zagreb, Croația, cu epicentrul la 3 km sud-vest de cartierul Kašina și 7 km nord de Zagreb. Acesta a fost cel mai puternic cutremur din Zagreb după cel din 1880. O replică cu magnitutinea 5,0 a urmat în jurul orei 7:01 CET, și un altul cu 3,7 la 7:42 AM. Cutremurul a fost simțit și în Slovenia.
Seismul a avut loc în timpul pandemiei de coronavirus din 2020, care a determinat mulți rezidenți să rămână acasă pentru a evita infecția.

## Evenimente
Cutremurul a fost cel mai puternic din Zagreb de după 1880.Au fost raportate pagube substanțiale, în principal asupra clădirilor mai vechi din centrul istoric al orașului. Unul dintre turlele Catedralei din Zagreb s-a rupt și a căzut peste palatul arhiepiscopului. Bazilica Inimii lui Iisus a fost puternic deteriorată.  O parte din acoperișul clădirii Saborului Croat s-a prăbușit. Unele cartiere au rămas fără electricitate. Președintele Zoran Milanović, premierul Andrej Plenković și primarul Milan Bandić au dat declarații și au îndemnat cetățenii care și-au părăsit casele să păstreze distanța din cauza pandemiei coronavirusului în curs de desfășurare. Ministerul Apărării a mobilizat armata pentru a ajuta la îndepărtarea resturilor de pe străzi. 
Centrala nucleară de la Krško din apropiere nu a suferit nicio deteriorare și a continuat să funcționeze normal.